# The Five Senses
The Five Senses ist ein kanadischer Episodenfilm von Jeremy Podeswa aus dem Jahr 1999.

## Handlung
Der Film besteht aus fünf Episoden, die die einzelnen Sinne symbolisieren. Für die Berührung steht die Masseurin Ruth Seraph, die Anna Miller behandelt. Annas ältere Tochter trifft sich mit dem Voyeur Rupert. Die jüngere Tochter von Anna wird vermisst.
Der Reinigungsmann Robert hat Probleme mit seinem Geruchssinn, ein Bäcker verliert seinen Geschmackssinn, Dr. Richard Jacob wird gehörlos. Annas vermisste Tochter wird unversehrt aufgefunden, worüber die Medien berichten.

## Kritiken
Das Lexikon des internationalen Films schrieb, die Handlung der Episoden gebe die „sinnliche Bindung der Figuren an ihre eigenen Empfindungen“ wieder. Der Film sei „eindringlich inszeniert“, die Rollen seien „gut besetzt“, die Bilder seien „stimmungsvoll“.
Roger Ebert (Chicago Sun-Times, 28. Juli 2000) schrieb, es sei ein Film über Menschen, die ihre Sinne verlieren würden und fürchten würden, sich selbst zu verlieren. Wie in Short Cuts sei das eigentliche Thema die Einsamkeit.
Prisma hält überhaupt nichts von dem Film und meint: „Ein Episodenfilm, der in langweiligen Bildern langweilige Details aus dem langweiligen Leben langweiliger Menschen langweilig erzählt. Vielleicht kann man solche Filme nur ertragen, wenn man nicht mehr alle fünf Sinne beisammen hat.“

## Auszeichnungen
Jeremy Podeswa gewann 1999 einen Preis des Toronto International Film Festivals. Er wurde auch für einen Preis des Flanders International Film Festivals und für den Grand Prix des Paris Film Festivals nominiert.
Jeremy Podeswa gewann 2000 den Genie Award für die Regie des Films. Zu den acht weiteren Nominierungen gehörten die Nominierungen für das Drehbuch, für die Kameraarbeit, für Daniel MacIvor und für Mary-Louise Parker.
Gregory Middleton wurde 2000 für den Canadian Society of Cinematographers Award nominiert.

## Erwähnenswertes
Das in Toronto gedrehte Drama spielte an den US-Kinokassen 497 Tsd. Dollar ein.